# Берхтесгаден (национальный парк)
Национальный парк Берхтесгаден — единственный высокогорный национальный парк Германии в Альпах. Расположен в баварском районе Берхтесгаден. Парк охватывает территорию 210 км² и является частью биосферного резервата Берхтесгаден, официально признанного ЮНЕСКО в 1990 году.

## География
Национальный парк Берхтесгаден расположен преимущественно на территории общин Рамзау-Берхтесгаден и Шёнау-ам-Кёнигсзее. На востоке, юге и юго-западе он граничит с австрийской федеральной землёй Зальцбург. Парк расположен на высоте от 603,3 м (Кёнигсзее) до 2 713 м над уровнем моря (Вацманн).
На территории парка расположено горное озеро Фунтензе (нем. Funtensee), в районе которого была зарегистрирована самая низкая в Германии температура в зимний период.

## Фауна
Из крупных млекопитающих в парке можно встретить европейскую косулю, благородного оленя, серну и альпийского горного козла, причём последний был заново ввезён только в 1930-х годах. К мелким видам причислены альпийский сурок, заяц-беляк и снежная полёвка. Среди 100 видов птиц, гнездящихся в парке, характерными являются беркут, мохноногий сыч, воробьиный сыч, рябчик, тетерев-косач, глухарь, тундреная куропатка, ворон, альпийская галка, кедровка и краснокрылый стенолаз. При случае можно увидеть белоголового сипа и бородача. На территории парка проживает 16 видов земноводных и пресмыкающихся и 15 видов рыб. К ним относятся несколько находящихся под угрозой исчезновения видов, таких как гадюка, медянка, уж, альпийская саламандра, огненная саламандра, серопятнистый тритон, желтобрюхая жерлянка, голец арктический и форель озёрная. Типичные виды насекомых — альпийский усач и аполлон обыкновенный.